# Charlotte Knobloch

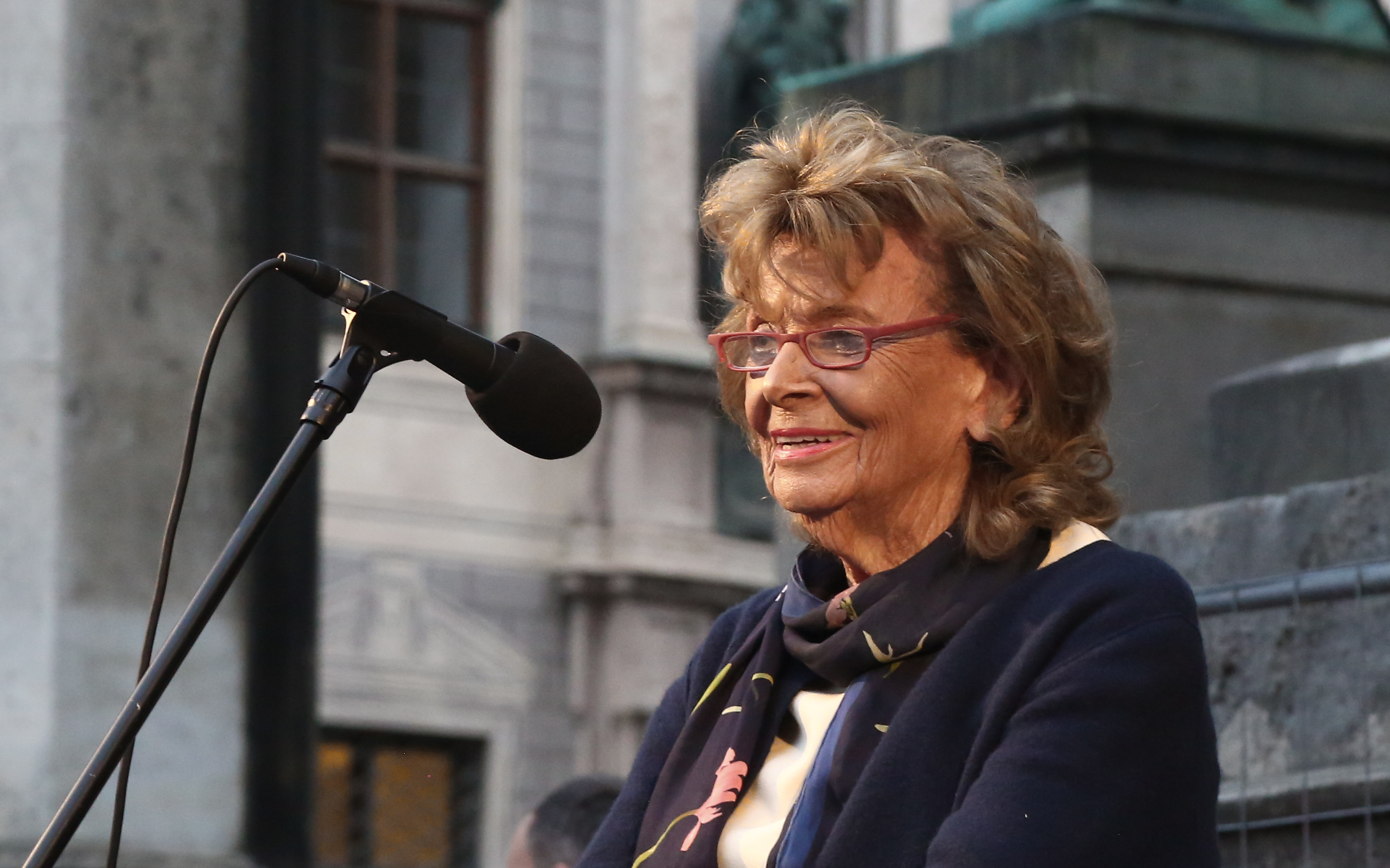
Charlotte Knobloch (2023)

Charlotte Knobloch (geborene Neuland; * 29. Oktober 1932 in München) ist seit 1985 Präsidentin der Israelitischen Kultusgemeinde München und Oberbayern. Von 2005 bis 2013 war sie Vizepräsidentin des Jüdischen Weltkongresses (WJC); seit 2013 ist sie dort als Commissioner for Holocaust Memory tätig. Von 2003 bis 2010 war sie Vizepräsidentin des Europäischen Jüdischen Kongresses (EJC). Vom 7. Juni 2006 bis zum 28. November 2010 war sie Präsidentin des Zentralrats der Juden in Deutschland. Vorher war sie seit 1997 dessen Vizepräsidentin. Charlotte Knobloch ist Schirmherrin des Ernst Ludwig Ehrlich Studienwerks für jüdische Begabtenförderung.

## Leben und Wirken
Knobloch ist die Tochter des jüdischen Rechtsanwalts und späteren bayerischen Senators Fritz Neuland. Ihre Mutter Margarethe – nichtjüdischer Abstammung – konvertierte zum Judentum. Nach der Scheidung der Eltern 1936 wurde Charlotte von ihrer Großmutter Albertine Neuland (siehe Geschichte der Juden in Bayreuth) erzogen, die im Juli 1942 deportiert wurde und im Januar 1944 im Ghetto Theresienstadt verhungerte. Die ehemalige Hausangestellte ihres Onkels, Kreszentia Hummel, rettete Charlotte vor der Deportation nach Theresienstadt, indem sie das Mädchen im Sommer 1942 auf dem Bauernhof ihrer Eltern im mittelfränkischen Arberg aufnahm und es als eigenes uneheliches Kind ausgab. Für die Rettung Knoblochs wurde sie 2017 posthum als „Gerechte unter den Völkern“ ausgezeichnet. In Arberg blieb Charlotte für drei Jahre; 1945 kehrte sie mit ihrem Vater nach München zurück.
1951 heiratete sie Samuel Knobloch (1922–1990), einen Überlebenden des Krakauer Ghettos. Aus der Ehe gingen ein Sohn (der spätere Bank-Manager Bernd Knobloch) und zwei Töchter (Sonja und Iris, Präsidentin des Filmfestivals von Cannes) hervor. Samuel und Charlotte Knobloch hatten ursprünglich auswandern wollen, entweder nach Australien oder in die USA. Nach der Geburt ihrer Kinder entschieden sie sich anders, und die Familie blieb in München.
Knobloch gründete die deutsche Sektion der Women’s International Zionist Organisation (WIZO) mit und war Schatzmeisterin des Jüdischen Frauenbundes in Deutschland.
1985 wurde Knobloch Präsidentin der Israelitischen Kultusgemeinde München und Oberbayern. Nach dem Tod ihres Mannes 1990 widmete sie sich ganz ihren Ämtern und ihrem Engagement für die jüdische Gemeinde. Ab 2004 wurde in München das neue Jüdische Zentrum für die auf rund 9500 Mitglieder angewachsene Gemeinde der Stadt gebaut. Es besteht aus einer neuen Hauptsynagoge, einem Gemeindehaus und einem Jüdischen Museum. Die Synagoge wurde am 9. November 2006 eröffnet, das von der Stadt München gebaute und betriebene Jüdische Museum sowie das Gemeindezentrum folgten im März 2007.
Ihre Ziele im Jüdischen Weltkongress beschrieb sie so: „Schwerpunkt meiner Arbeit im Weltkongress wird die weitere Vernetzung der deutschsprachigen jüdischen Gemeinden in Europa und der Brückenschlag zur jüdischen Gemeinschaft in den Vereinigten Staaten sein. Auch der Kampf gegen den wachsenden Antisemitismus, vor allem in Osteuropa, hat eine hohe Priorität.“
Die Bemühungen der Union progressiver Juden in Deutschland und der ihr angehörenden liberalen jüdischen Gemeinde München Beth Shalom um öffentliche Anerkennung und bessere Eingliederung in die Strukturen des Zentralrates fanden anfangs nicht immer die ungeteilte Unterstützung Charlotte Knoblochs. Bei der Eröffnung der neuen liberalen Synagoge Münchens im Dezember 2011 stellte sie jedoch fest, dass aus dem „jahrelangen Nebeneinander […] ein Miteinander beider jüdischer Gemeinden“ geworden sei, und rief dazu auf, diesen guten Weg gemeinsam weiter zu gehen.
Am 7. Juni 2006 wurde sie als Nachfolgerin von Paul Spiegel zur Präsidentin des Zentralrates der Juden in Deutschland gewählt. Am 7. Februar 2010 erklärte sie, nicht erneut für dieses Amt kandidieren zu wollen, um einen Generationswechsel zu ermöglichen. Am 28. November 2010 wurde Dieter Graumann zu ihrem Nachfolger gewählt.
Knobloch war am 23. Mai 2009 Mitglied der 13. Bundesversammlung, in die sie auf der Wahlliste der CSU gewählt worden war.
Am 27. Januar 2021 hielt Charlotte Knobloch – neben Marina Weisband – eine Rede bei der Gedenkstunde zum Tag des Gedenkens an die Opfer des Nationalsozialismus im Deutschen Bundestag.

## Politisches Wirken und Positionen

### Patriotismus

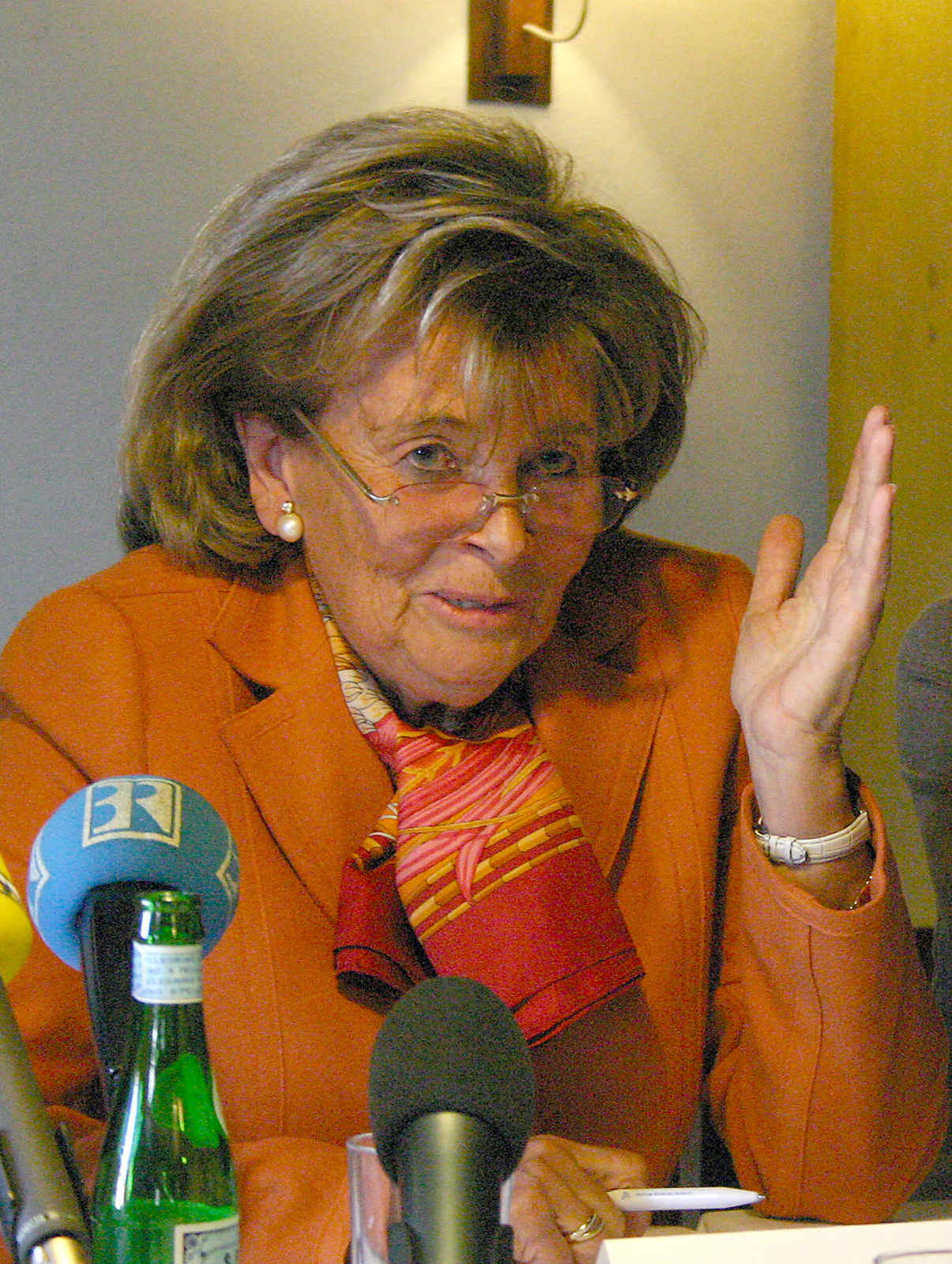
Charlotte Knobloch, 2005

Neben zahlreichen Aufforderungen zum Kampf gegen extreme, einem neuen Nationalismus anhängende Gruppierungen äußerte Charlotte Knobloch im Tagesspiegel am Sonntag vom 11. Juni 2006 den Wunsch, mehr Patriotismus für Deutschland zuzulassen: „Warum sollen die Deutschen nicht stolz auf ihr Land sein?“ Die Menschen in Deutschland könnten stolz darauf sein, wie man nach dem Kriege „dieses Land mit den Händen aufgebaut“ habe. In derselben Argumentation warnte sie auch vor Schuldgefühlen, die in der jungen Generation wegen der deutschen Vergangenheit unberechtigter Weise existierten: „Wir müssen alles dafür tun, den jungen Leuten nicht das Gefühl zu geben, sie seien schuldig an der Vergangenheit.“ 

### Antisemitismus
Im Oktober 2006 forderte Knobloch zu entschlossenerem Vorgehen gegen Antisemitismus auf: „Antisemitische und rechtsradikale Attacken haben eine Offensichtlichkeit und Aggressivität erreicht, die an die Zeit nach 1933 erinnern.“

### Iran
Im Februar 2007 forderte Knobloch die Bundesregierung zu einer deutlicheren Haltung gegen den Iran auf. Bundeskanzlerin Merkel müsse als ersten Schritt deutsche Wirtschaftssanktionen gegen die Islamische Republik einleiten. Aufgrund der EU-Ratspräsidentschaft komme Deutschland hier eine besondere Rolle zu. Im Mai 2007 lehnte sie die Beteiligung von deutschen Unternehmen am Bau einer geplanten Transrapid-Strecke im Iran als „fatales politisches Signal“ ab. Knobloch äußerte, „mit Blick auf die nuklearen Ambitionen und die menschenverachtenden Äußerungen des iranischen Machthabers ist es skandalös, Geschäfte mit diesem Regime zu machen“.

### Judenmission des Papstes
Nach der von Papst Benedikt XVI. veränderten Fassung der Karfreitagsfürbitte verlangte sie im März 2008 eine Rücknahme von als diskriminierend aufgefassten Passagen und machte davon die Wiederaufnahme des Dialogs mit der katholischen Kirche abhängig. Die neue Fassung („Lasst uns auch beten für die Juden, auf dass Gott, unser Herr, ihre Herzen erleuchte, damit sie Jesus Christus als den Retter aller Menschen erkennen …“) interpretierten viele Juden als indirekten Aufruf zur Judenmission. Charlotte Knobloch erklärte dazu: „Gerade diesem deutschen Papst … hätte ich zugemutet, dass er aufgrund seines Alters das Diskriminieren des Judentums, die Ausgrenzung des Judentums kennengelernt hat.“

### Beschneidungsdebatte
Im Oktober 2012 meinte Knobloch zur Beschneidungsdebatte, sie sei „sehr traurig über die vermeintlich fanatischen Experten, die nicht in juristischer oder medizinischer Hinsicht diskutieren, sondern ganz klar antisemitische und religionsfeindliche Argumentationsmuster suchen“, und die Diskussion, ob die – meist religiös begründete – Beschneidung kleiner Jungen Körperverletzung sei oder Traumata auslösen könne, sei „äußerst überflüssig“ gewesen und habe „unserem Land auch in der Welt nicht gut getan“. Sie hoffe nun, „dass dieses Thema endlich aus der öffentlichen Diskussion verschwindet“. Was sich in dieser Debatte dargestellt habe, sei „purer Antisemitismus“ gewesen.
Weiter argumentierte Knobloch gegen Kritik an der religiösen Beschneidung: „Die Auswirkungen entsprechen eher einer Impfung als einer Amputation, womit die rüdesten Kritiker die Beschneidung gerne vergleichen. Angesichts der elementaren religiösen Relevanz erscheint in der Güterabwägung die wie bei jeder Operation erfüllte tatbestandsmäßige Körperverletzung marginal. […] Ich bin nicht bereit, nur ein Jota jüdischer Identität aufzugeben. Wir wollen das Beste für unsere Kinder, wenn wir sie in den Bund mit Gott einführen und in unserem Glauben verwurzeln. Ich fordere, dass wir Judentum so leben können, wie wir es verstehen, nicht wie andere es gerne hätten. Toleranz und Akzeptanz verlangen Respekt und Rücksicht. Diese freiheitlich-demokratischen Grundgedanken müssen unangetastet bleiben.“

### Engagement gegen Stolpersteine
Bekannt wurde auch ihr langjähriges vehementes Engagement gegen das Kunstprojekt Stolpersteine als ebenerdiges Mahnmal auf Gehwegen, das sie im Gegensatz zu anderen prominenten Juden, wie z. B. dem Vizepräsidenten des Jüdischen Weltkongresses Dieter Graumann und dem Präsidenten des Zentralrats der Juden Josef Schuster, als unwürdige Form des Gedenkens ansieht.

### Kritik an der AfD
Am 23. Januar 2019 hielt Knobloch im bayerischen Landtag während der Gedenkfeier für NS-Opfer eine Rede, in der sie die AfD als verfassungsfeindlich kritisierte und ihr vorwarf, die demokratischen Werte verächtlich zu machen und enge Verbindungen ins rechtsextreme Milieu zu unterhalten. Daraufhin verließ ein Großteil der AfD-Fraktion den Landtag. Gegenüber der Augsburger Allgemeinen sagte Knobloch anschließend, dass die Gefahr, „die von der Partei und ihren Anhängern für unsere freiheitliche Demokratie ausgeht, […] so überdeutlich“ werde. Im Interview mit dem Kölner Domradio bekräftigte sie, es sei ihr wichtig gewesen, beim Gedenken an die Opfer von damals Position bezogen zu haben, denn das heiße auch, für die Demokratie einzustehen. Von der AfD-Fraktionschefin im Bundestag Alice Weidel wurde Knobloch kritisiert, sie habe sich „wirklich entblödet, im Bayerischen Landtag eine Gedenkveranstaltung für geschmacklose Parteipolitik zu missbrauchen. Wie tief muss man sinken?“ Diesen Tweet Weidels nannte der Landtagsvizepräsident und Direktor der Stiftung Bayerische Gedenkstätten Karl Freller (CSU) „skandalös“. Er habe große Sorge, „welcher Geist hier wieder wach“ werde.

### Islamkritik
Knobloch äußerte wiederholt die Befürchtung einer fehlenden Einordnung islamischer Gemeinden in die moderne, liberale Werteordnung des Westens. Muslime müssten sich in jenes „Ensemble zivilisatorischer Errungenschaften integrieren“. 2017 zitierte sie in einem Beitrag Angela Merkel, „Multikulti“ sei eine „Lebenslüge“.
Außerdem attestierte Knobloch Muslimen ein „gewisses Unvermögen“, sich durch die Trennung von spiritueller und weltlicher Autorität zu integrieren, und bekundete ihr Bedauern über die Einschätzung, grundgesetztreue Muslime würden sich nicht ausreichend von den Fundamentalisten distanzieren.
2006 schlug sie einen bundesweit flächendeckenden Islamunterricht vor, damit muslimische Kinder nicht von „Hasspredigern indoktriniert“ würden.
2007 kritisierte Knobloch ferner den geforderten Bau einer Moschee als Reaktion auf den geplanten Bau einer Synagoge in München. Die jüdische Gemeinde sei, anders als die muslimische Gemeinde in Deutschland, historisch gewachsen und habe einen langfristigen kulturellen Verdienst vorzuweisen. Cumali Naz, Mitglied der SPD-Stadtratsfraktion in München, kritisierte dies als Ungleichbehandlung und bemängelte einen fehlenden Einsatz für Toleranz in einer multireligiösen Stadt.
Am 31. Oktober 2024 sprach Knobloch im Rahmen einer Heinrich-Heine-Gastprofessur an der Heinrich-Heine-Universität abermals davon, dass „die Grenze zum Antisemitismus rasch überschreitender Israelhass“ in „muslimischen Milieus“ schlichtweg zur Sozialisierung gehöre.

### Krieg in Gaza
Knobloch verteidigt den Krieg in Israel und Gaza als Selbstverteidigung Israels und weist Forderungen nach einem Ende von Israels Vorgehen zurück mit der Begründung, die Befreiung der von der Hamas entführten Geiseln habe oberste Priorität.

### Kritik an Palästinensertüchern
Anfang November 2011 kritisierte Knobloch in einem Offenen Brief den Politiker der Piratenpartei Gerwald Claus-Brunner für das Tragen des Palästinensertuches. Claus-Brunner wies die Kritik und den Vorwurf einer eventuellen antisemitischen Einstellung zurück. Als Reaktion auf die Kritik trug Claus-Brunner zeitweise einen Davidsternanhänger an einer Halskette. Während einer Schweigeminute für zwei verstorbene Abgeordnete im Berliner Parlament 2011 behielt er demonstrativ sein Kopftuch entgegen den Gepflogenheiten auf. Knobloch suchte daraufhin das persönliche Gespräch.

### Sonstiges
Im Jahr 2019 erwirkte Knobloch die Änderung des ursprünglichen Ausstellungstitels „Stadtluft macht frei – Wittelsbacher Stadtgründer“ der Bayerischen Landesausstellung 2020, welcher sie an den von den Nazis missbrauchten Spruch „Arbeit macht frei“ erinnerte, auf „Stadt befreit – Wittelsbacher Gründerstädte“.
Im Oktober 2000 gab Knobloch der als Sprachrohr der Neuen Rechten eingestuften Jungen Freiheit ein ganzseitiges Interview. Der Präsident des Zentralrats der Juden in Deutschland Paul Spiegel sagte, man müsse es sich sehr genau überlegen, welchem Organ man sich zur Verfügung stelle, denn man werde „allzu leicht missbraucht“. In der Folge beschloss das Direktorium, das zweithöchste Gremium des ZdJ, dass der Zentralrat rechts-außen-gerichteten Medien künftig kein Gesprächspartner mehr sein werde.

## Ehrungen und Auszeichnungen
- 2005 wurde Knobloch für ihr herausragendes Engagement zur Aussöhnung von Juden und Nicht-Juden und ihr langjähriges Wirken für die Israelitische Kultusgemeinde München und Oberbayern zur Ehrenbürgerin von München ernannt.
- Im Jahr 2008 erhielt sie den Georg-Meistermann-Preis der Stadt Wittlich.
- 2008 wurde sie mit dem Großen Verdienstkreuz des Verdienstordens der Bundesrepublik Deutschland und 2010 mit dem Großen Verdienstkreuz mit Stern des Verdienstordens der Bundesrepublik Deutschland ausgezeichnet. Eine Auszeichnungsstufe, die nur an wenige Personen bisher verliehen wurde.
- 2010 erhielt sie den Eugen-Bolz-Preis.
- Im Mai 2009 wurde sie von der Universität Tel Aviv mit der Ehrendoktorwürde ausgezeichnet.[38]
- Im Januar 2011 wurde sie zur Ehrensenatorin der Hochschule für Jüdische Studien Heidelberg ernannt.[39]
- 2016 zeichnete die Eugen-Biser-Stiftung sie für ihr Wirken für die jüdisch-christliche Verständigung mit dem Eugen-Biser-Preis aus.[40][41]
- 2019 wurde sie vom Arbeiter-Samariter-Bund mit dem Annemarie-Renger-Preis für ihren fortwährenden Kampf gegen den Antisemitismus ausgezeichnet.[42]
- 2019 Europäischer Karlspreis der Sudetendeutschen Landsmannschaft
- 2022 wurde sie von der Fakultät für Sozialwissenschaften der Universität der Bundeswehr mit der Ehrendoktorwürde ausgezeichnet[43]
- 2022 wurden Knobloch Insignien eines Commandeur de la Legion d’Honneur verliehen.[44]
- 2023 wurde ihr der Bayerische Verfassungsorden verliehen.[45]

## Ehrenamtliche Tätigkeiten und Mitgliedschaften
Charlotte Knobloch engagiert sich international in diversen ehrenamtlichen Tätigkeiten und ist Mitglied in verschiedenen jüdischen und nichtjüdischen Organisationen. Sie ist unter anderem Mitglied in folgenden Gremien:
- Kuratorium „NS-Dokumentationszentrum“
- Ehrenrat von AMCHA Deutschland, der zentralen Organisation für die psychosoziale Hilfe von Überlebenden des Holocaust und ihren Nachkommen in Israel
- Vereinigung Gegen Vergessen – Für Demokratie (Vorstandsmitglied)
- Verein Freunde der Universität Tel-Aviv (Vizepräsidentin)
- Kuratorium der Ludwig-Maximilians-Universität München
- Medienrat der Bayerischen Landeszentrale für neue Medien
- Hörfunkrat des Deutschlandradios
- Kuratorium Deutsches Museum
- Stiftungsrat der Bayerischen Volksstiftung
- Förderkreis der Stiftung der Deutschen Polizeigewerkschaft

## Autobiografie
- Mit Rafael Seligmann: In Deutschland angekommen: Erinnerungen. DVA, München 2012, ISBN 978-3-421-04477-8.

Eine biografische Filmdokumentation:
- Dominik Wessely, 2017: Charlotte Knobloch – Ein Leben in Deutschland.